# 1898 en architecture
| Années de l'architecture : 1895 - 1896 - 1897 - 1898 - 1899 - 1900 - 1901    |
| Décennies de l'architecture : 1860 - 1870 - 1880 - 1890 - 1900 - 1910 - 1920 |

Cet article présente les faits marquants de l'année 1898 en architecture.

## Réalisations
- Construction de Saint-Paul Building à New York, un des plus hauts édifices mondiaux.
- Construction de Queen Victoria Building à Sydney.
- Construction de la maison du Peuple à Bruxelles par Victor Horta (démolie en 1965).
- Construction du Prinkipo Palace, un hôtel et casino de luxe, sur les plans d'Alexandre Vallaury, sur l'île de Büyükada en Turquie ; le permis d'exploitation n'ayant pas été délivre, il est vendu en 1903 et transformé en orphelinat : il est considéré comme le plus grand bâtiment en bois d'Europe.

## Événements
- Publication de Tomorrow: A Peaceful Path to Real Reform écrit par Ebenezer Howard, encourageant la création de cités-jardins.

## Récompenses
- Royal Gold Medal : George Aitchison.
- Prix de Rome : Léon Chifflot.

## Naissances
- 3 février : Alvar Aalto († 11 mai 1976).
- 4 octobre : Jo van den Broek († 6 septembre 1978).
- Steen Eiler Rasmussen († 1990).
- Marcel Leborgne († 1978).

## Décès
- 15 mars : Benjamin Mountfort (° 13 mars 1825).
- 23 juillet : Édouard Deperthes (° 31 juillet 1833).
- 3 août : Charles Garnier (° 6 novembre 1825).
- 28 septembre : Thomas Fuller (° 8 mars 1823).